# Augny

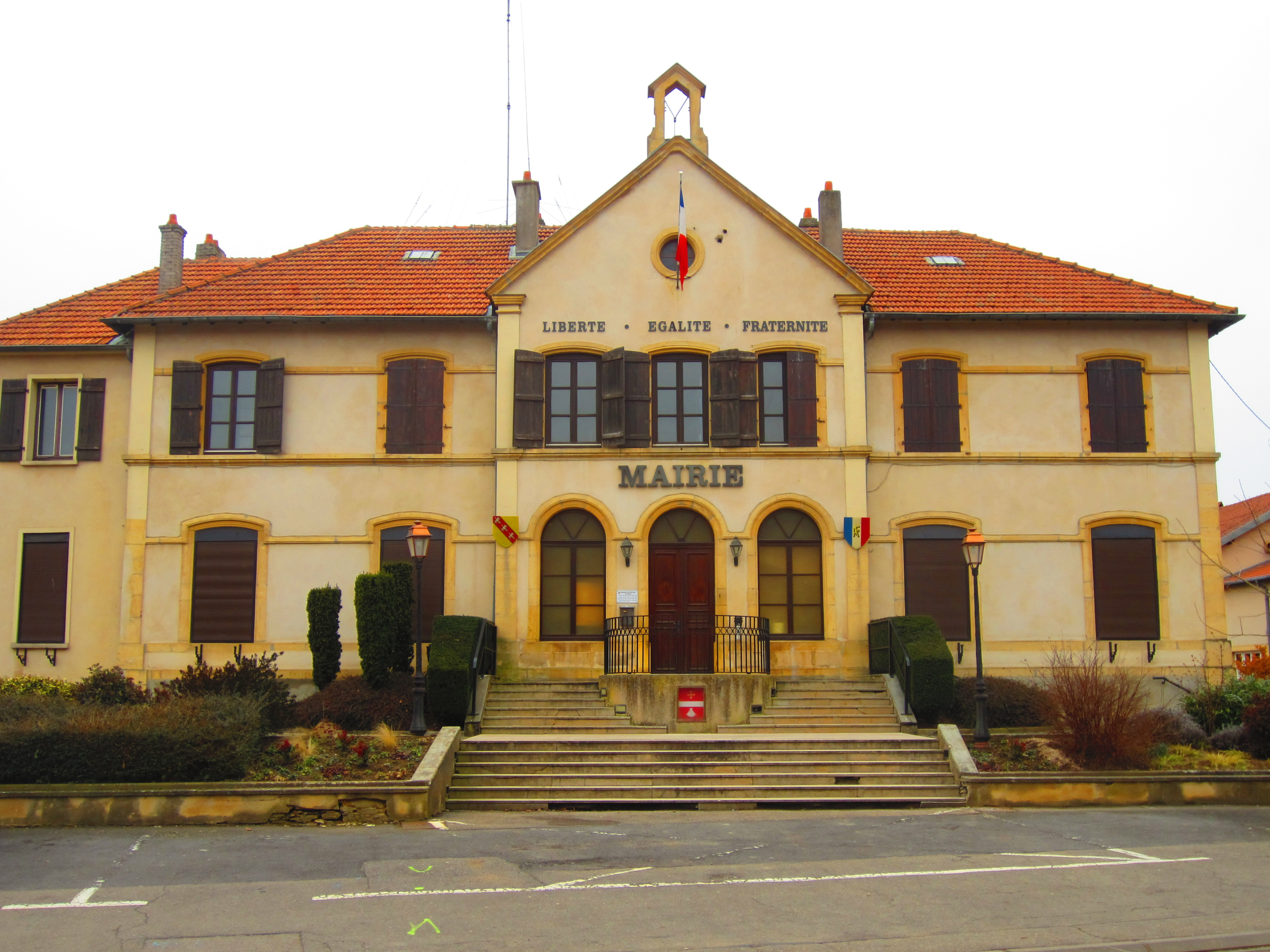
Rathaus (Mairie)

Augny ist eine französische Gemeinde mit 2127 Einwohnern (Stand 1. Januar 2022) im Département Moselle in der Region Grand Est (vor 2016 Lothringen). Sie gehört zum Arrondissement Metz und zum Kanton Les Coteaux de Moselle.

## Lage
Die Gemeinde Augny liegt in Lothringen, zwischen Mosel und Seille, etwa sieben Kilometer südwestlich der Metzer Innenstadt auf einer Höhe zwischen 165 und 361 m über dem Meer. Auf dem knapp 15 km² umfassenden Gemeindegebiet befand sich bis zu seiner Schließung 2012 der Militärflugplatz Metz-Frescaty. Im Sommer 2021 eröffnete ein Amazon-Vertriebszentrum auf dem ehemaligen Militärgelände.

## Geschichte
Der Ort wurde 857 erstmals als Avignaco erwähnt. Auf der Gemarkung des Dorfs liegt südwestlich unweit der Mosel auf der gleichnamigen Anhöhe die Ruine des Schlosses St. Blaise, das 1196 Novum castrum genannt wurde und den Herzögen von Lothringen gehört hatte. Im Süden der Gemarkung liegt Schloss Grosyeux, das 1300 als Grossieux soub Nuefchaistel erwähnt wurde.
Die Ortschaft gehörte früher zum Bistum Metz.
Durch den Frankfurter Frieden vom 10. Mai 1871 kam die Region an das deutsche Reichsland Elsaß-Lothringen, und das Dorf wurde dem Landkreis Metz im Bezirk Lothringen zugeordnet. Die Dorfbewohner betrieben Getreide- und Weinbau sowie Viehzucht.
Nach dem Ersten Weltkrieg musste die Region aufgrund der Bestimmungen des Versailler Vertrags 1919 an Frankreich abgetreten werden und wurde Teil des Département Moselle. Im Zweiten Weltkrieg war die Region von der deutschen Wehrmacht besetzt.
1915–1918 trug der Ort den eingedeutschten Namen Auning und 1940–1944 Auningen.

## Demographie
| Anzahl Einwohner seit Ende des Zweiten WeLtkriegs | Anzahl Einwohner seit Ende des Zweiten WeLtkriegs | Anzahl Einwohner seit Ende des Zweiten WeLtkriegs | Anzahl Einwohner seit Ende des Zweiten WeLtkriegs | Anzahl Einwohner seit Ende des Zweiten WeLtkriegs | Anzahl Einwohner seit Ende des Zweiten WeLtkriegs | Anzahl Einwohner seit Ende des Zweiten WeLtkriegs | Anzahl Einwohner seit Ende des Zweiten WeLtkriegs | Anzahl Einwohner seit Ende des Zweiten WeLtkriegs |
| ------------------------------------------------- | ------------------------------------------------- | ------------------------------------------------- | ------------------------------------------------- | ------------------------------------------------- | ------------------------------------------------- | ------------------------------------------------- | ------------------------------------------------- | ------------------------------------------------- |
| Jahr                                              | 1962                                              | 1968                                              | 1975                                              | 1982                                              | 1990                                              | 1999                                              | 2007                                              | 2019                                              |
| Einwohner                                         | 1074                                              | 1148                                              | 1390                                              | 1503                                              | 1576                                              | 1738                                              | 2403                                              | 2165                                              |

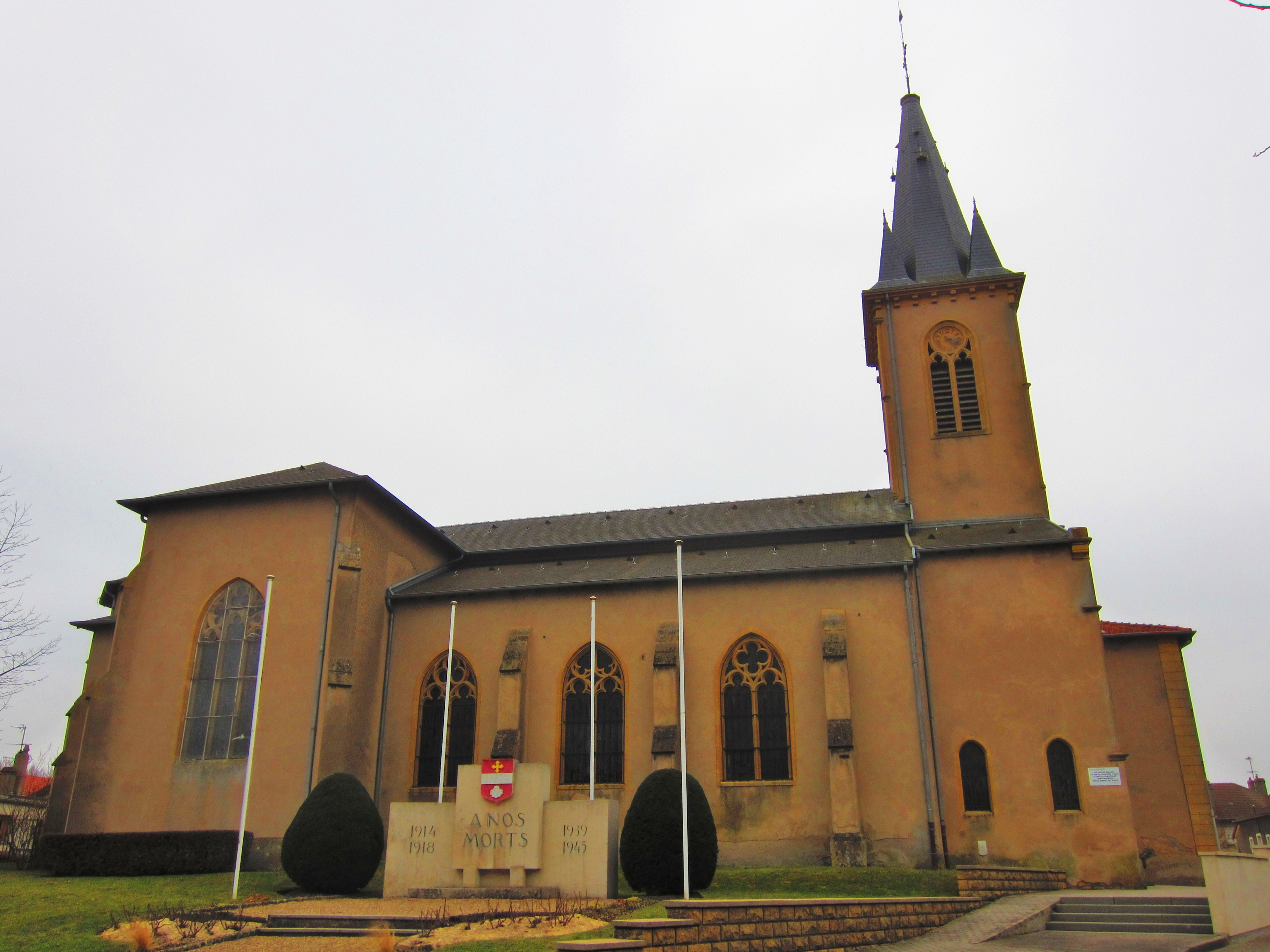
Nordseite der Kirche St. Jean-Baptiste
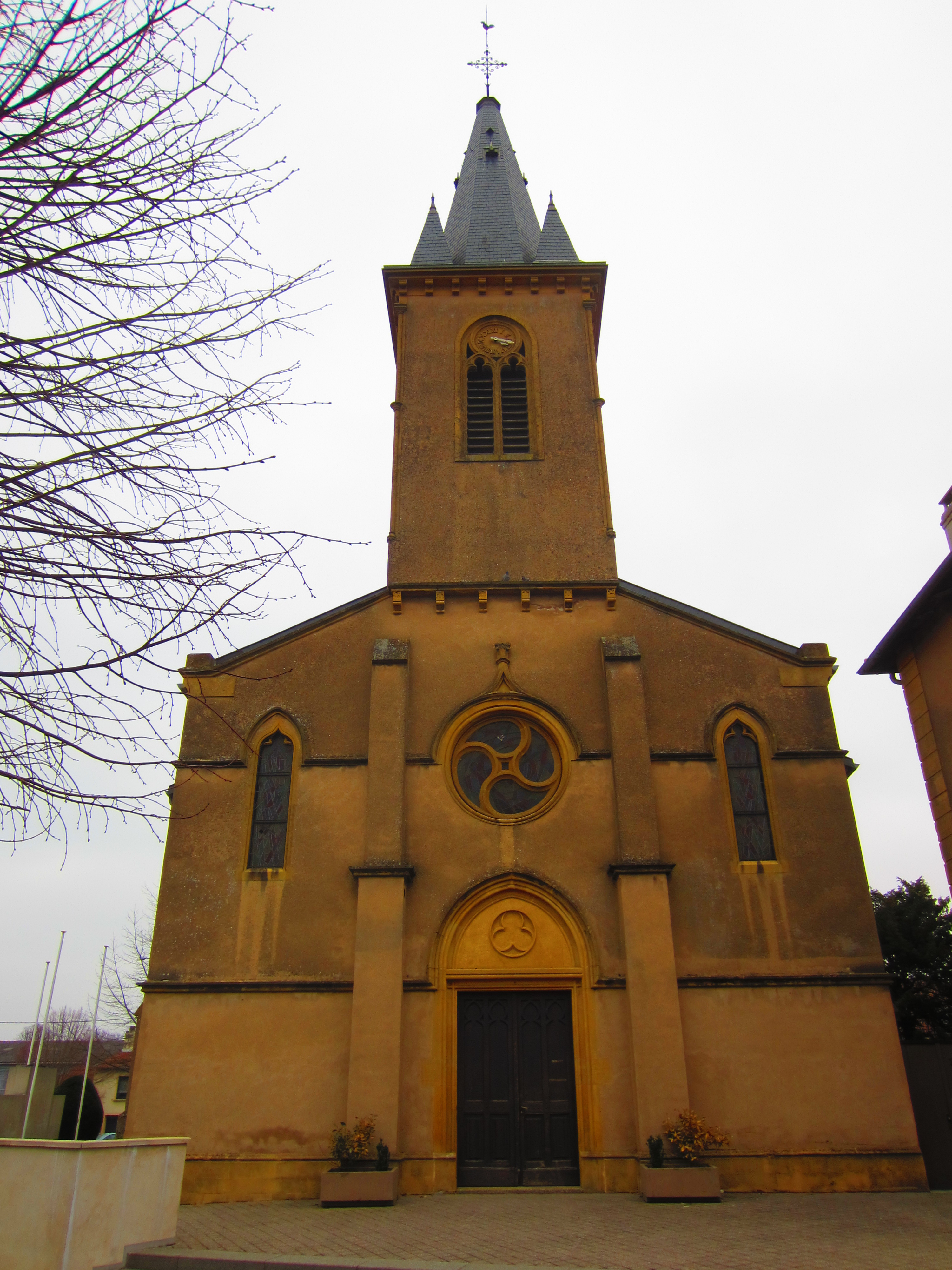
Westseite der Kirche St. Jean-Baptiste
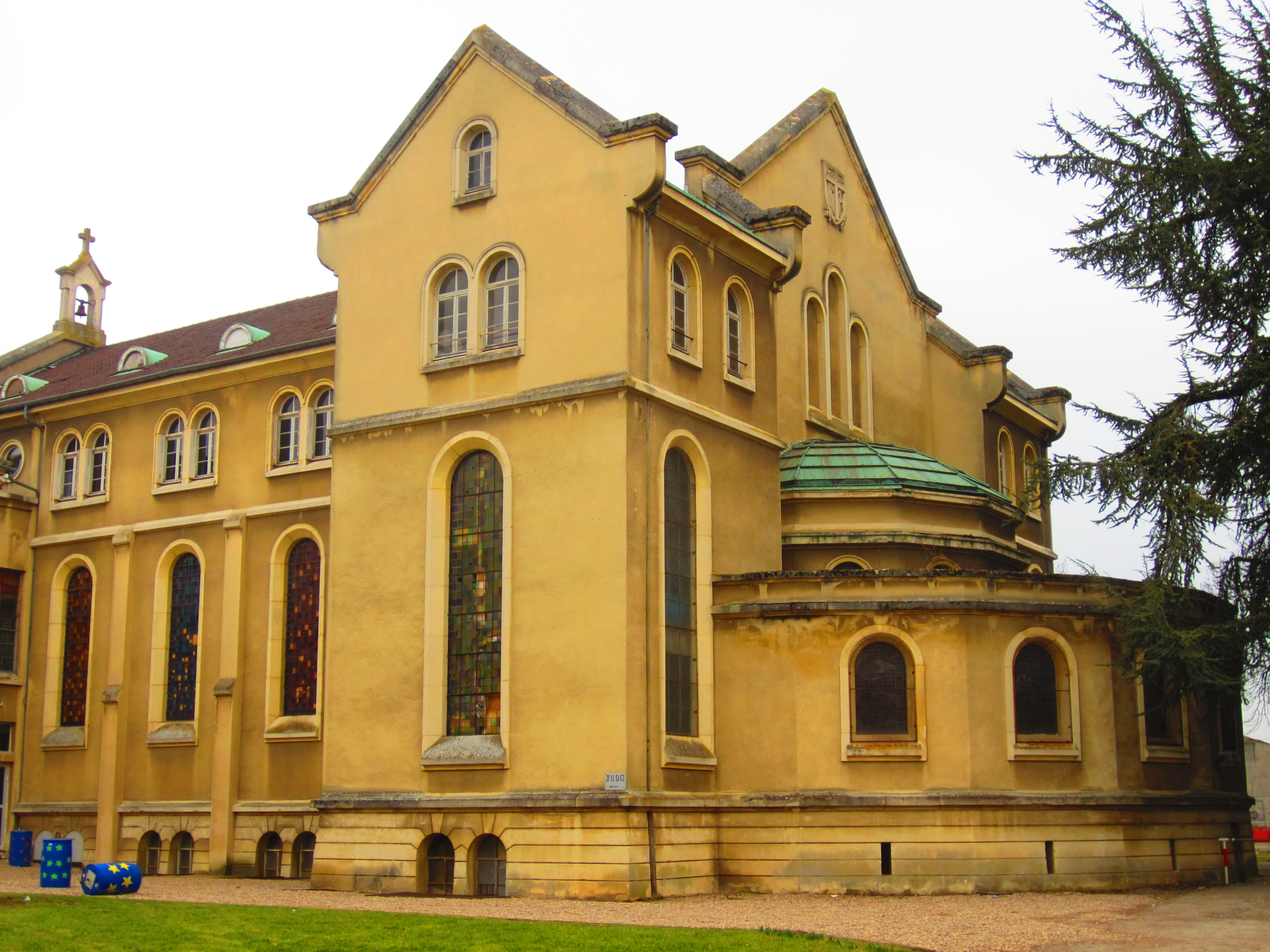
Schulkapelle
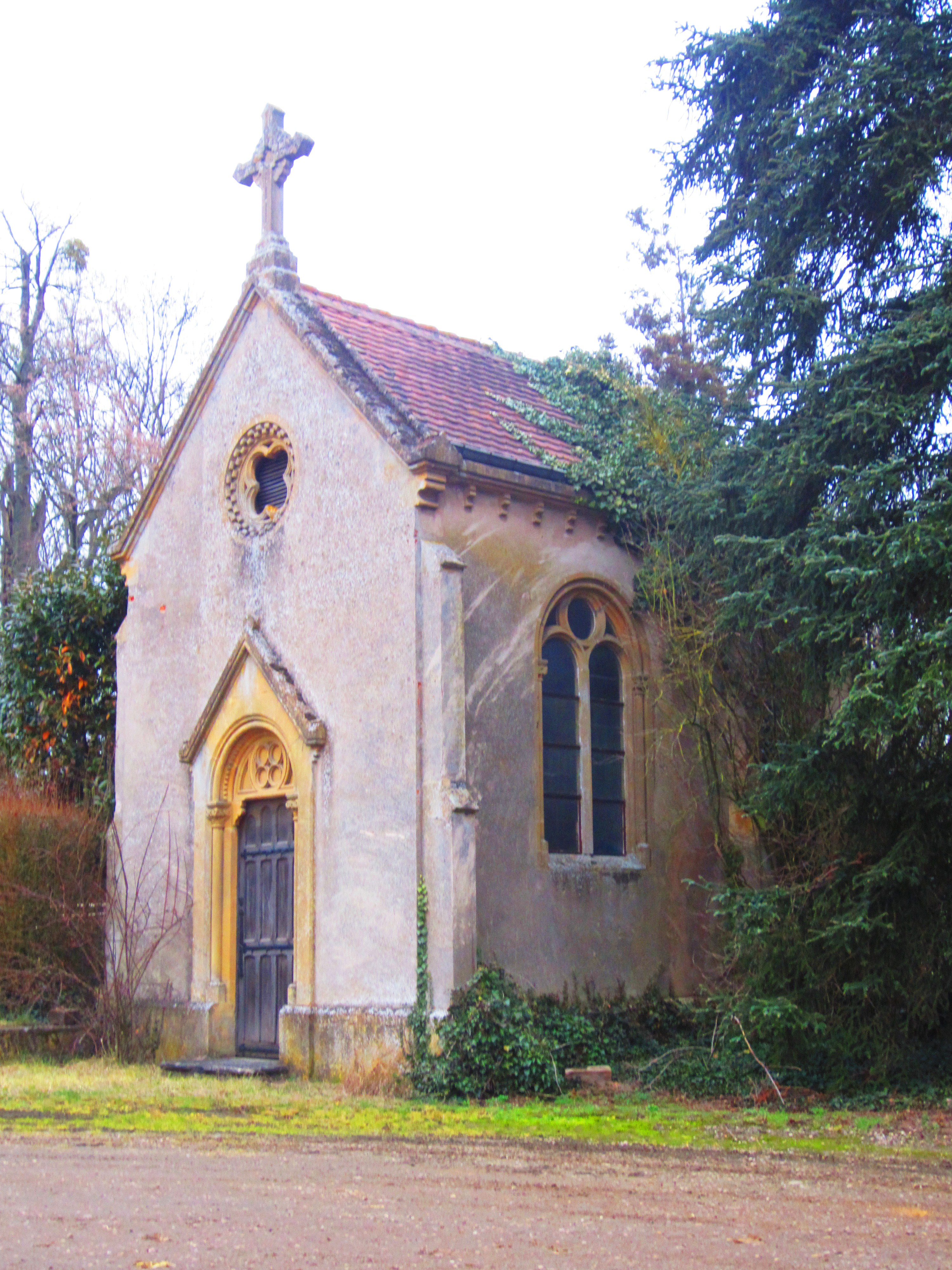
Kapelle Grosyeux